# جاستن فيشر
جاستن فيشر (بالإنجليزية: Justin Fisher)‏ هو موسيقي أمريكي، ولد في 11 أبريل 1970.

## وصلات خارجية
- جاستن فيشر على موقع ميوزك برينز (الإنجليزية)
- جاستن فيشر على موقع أول ميوزيك (الإنجليزية)
- جاستن فيشر على موقع ديسكوغز (الإنجليزية)